# Fossieux
Fossieux est une commune française située dans le département de la Moselle en région Grand Est.

## Géographie
| Aulnois-sur-Seille | Craincourt                       | Aulnois-sur-Seille    |
| Ajoncourt          | Fossieux                         |                       |
|                    | Arraye-et-Han Meurthe-et-Moselle | Malaucourt-sur-Seille |

### Hydrographie
La commune est située dans le bassin versant du Rhin au sein du bassin Rhin-Meuse. Elle est drainée par la Seille et le ruisseau d'Osson.
La Seille, d'une longueur totale de 137,7 km, prend sa source dans la commune de Maizières-lès-Vic et se jette dans la Moselle à Metz en limite avec Saint-Julien-lès-Metz, après avoir traversé 57 communes.
Le ruisseau d'Osson, d'une longueur totale de 15,9 km, prend sa source dans la commune de Amelécourt et se jette dans la Seille en limite d'Aulnois-sur-Seille et d'Ajoncourt, face à Chenicourt après avoir traversé huit communes.

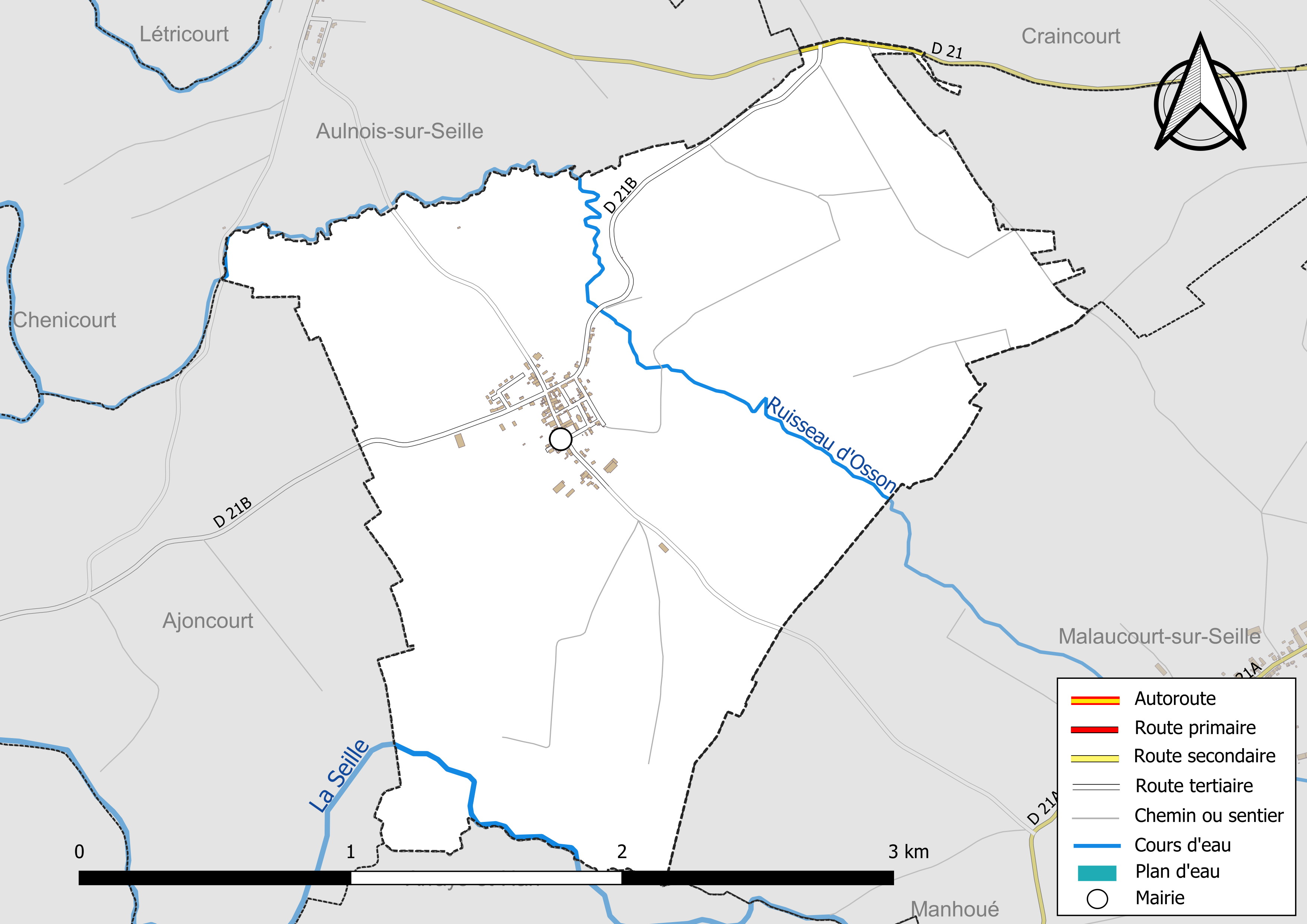
Réseaux hydrographique et routier de Fossieux.

La qualité de la Seille et du ruisseau d'Osson peut être consultée sur un site spécial géré par les agences de l’eau et l’Agence française pour la biodiversité.

### Climat
Pour des articles plus généraux, voir Climat du Grand Est et Climat de la Moselle.
En 2010, le climat de la commune est de type climat océanique dégradé des plaines du Centre et du Nord, selon une étude du Centre national de la recherche scientifique s'appuyant sur une série de données couvrant la période 1971-2000. En 2020, Météo-France publie une typologie des climats de la France métropolitaine dans laquelle la commune est exposée à un climat semi-continental et est dans la région climatique  Lorraine, plateau de Langres, Morvan, caractérisée par un hiver rude (1,5 °C), des vents modérés et des brouillards fréquents en automne et hiver. 
Pour la période 1971-2000, la température annuelle moyenne est de 9,8 °C, avec une amplitude thermique annuelle de 16,9 °C. Le cumul annuel moyen de précipitations est de 767 mm, avec 11,6 jours de précipitations en janvier et 9,1 jours en juillet. Pour la période 1991-2020, la température moyenne annuelle observée sur la station météorologique de Météo-France la plus proche, « M.n.l. », sur la commune de Goin à 17 km à vol d'oiseau, est de 10,7 °C et le cumul annuel moyen de précipitations est de 678,8 mm. 
La température maximale relevée sur cette station est de 39,5 °C, atteinte le 24 juillet 2019 ; la température minimale est de −16,3 °C, atteinte le 2 janvier 1997,,. 
Les paramètres climatiques de la commune ont été estimés pour le milieu du siècle (2041-2070) selon différents scénarios d'émission de gaz à effet de serre à partir des nouvelles projections climatiques de référence DRIAS-2020. Ils sont consultables sur un site spécial publié par Météo-France en novembre 2022.

## Urbanisme

### Typologie
Au 1er janvier 2024, Fossieux est catégorisée commune rurale à habitat dispersé, selon la nouvelle grille communale de densité à sept niveaux définie par l'Insee en 2022.
Elle est située hors unité urbaine. Par ailleurs la commune fait partie de l'aire d'attraction de Nancy, dont elle est une commune de la couronne,. Cette aire, qui regroupe 353 communes, est catégorisée dans les aires de 200 000 à moins de 700 000 habitants,.

### Occupation des sols
L'occupation des sols de la commune, telle qu'elle ressort de la base de données européenne d’occupation biophysique des sols Corine Land Cover (CLC), est marquée par l'importance des territoires agricoles (95 % en 2018), une proportion identique à celle de 1990 (95 %). La répartition détaillée en 2018 est la suivante :
terres arables (73,7 %), prairies (16,4 %), zones urbanisées (5 %), zones agricoles hétérogènes (4,9 %). L'évolution de l’occupation des sols de la commune et de ses infrastructures peut être observée sur les différentes représentations cartographiques du territoire : la carte de Cassini (XVIIIe siècle), la carte d'état-major (1820-1866) et les cartes ou photos aériennes de l'IGN pour la période actuelle (1950 à aujourd'hui).

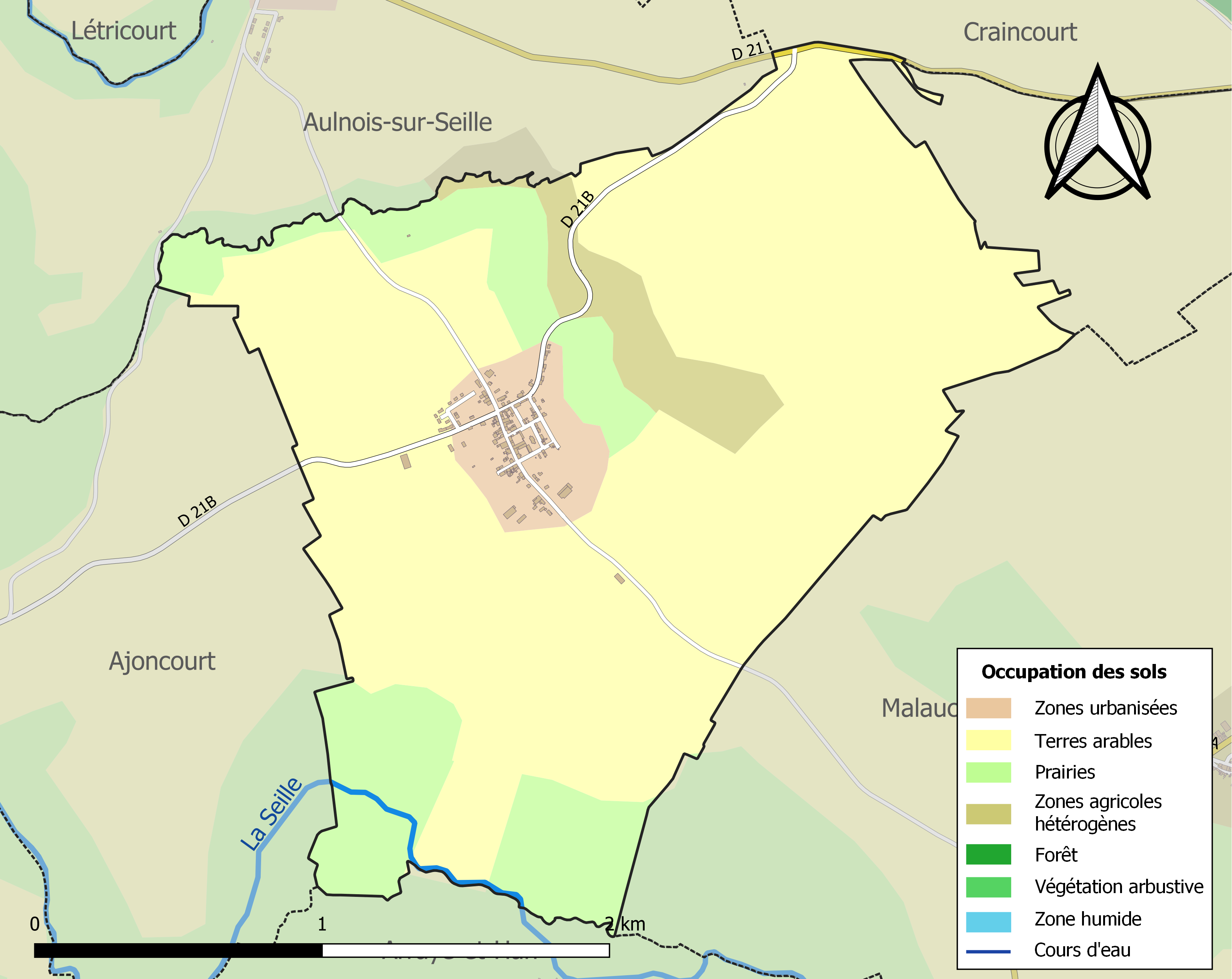
Carte des infrastructures et de l'occupation des sols de la commune en 2018 (CLC).

## Toponymie
- 1327 : Foussues, 1339 : Foussuelz, 1427 : Foussuelx, 1612 : Foussieux, 1793 : Fossieux, 1915-1918 : Fossingen.

## Histoire
Village du ban de Delme, divisé en deux seigneuries : Lorraine et évêché, réunies au XVe siècle. En 1347, Liétard de Fossieux fit hommage au duc de Lorraine pour sa maison forte.
La seigneurie relevait des Gournay au XVe siècle, puis des Grand-Faulx.
Village pris par les allemands en 1939, il fut libéré par le 73e régiment d'infentrie U.S. le 25 juin 1944
De 1790 à 2015, Fossieux était une commune de l'ex-canton de Delme.

## Politique et administration
| Période                                  | Période   | Identité          | Étiquette | Qualité |
| ---------------------------------------- | --------- | ----------------- | --------- | ------- |
| mars 1977                                | mars 1995 | Roger Masset      |           |         |
| mars 1995                                | mars 2001 | Georges Gérard    |           |         |
| mars 2001                                | mars 2008 | Paul Colombies    |           |         |
| mars 2008                                | mars 2014 | Alain Tharon      |           |         |
| mars 2014                                | 2020      | François GERARD   |           |         |
| mai 2020                                 | En cours  | Thérèse Dieudonné |           |         |
| Les données manquantes sont à compléter. |           |                   |           |         |

## Démographie
L'évolution du nombre d'habitants est connue à travers les recensements de la population effectués dans la commune depuis 1793. Pour les communes de moins de 10 000 habitants, une enquête de recensement portant sur toute la population est réalisée tous les cinq ans, les populations de référence des années intermédiaires étant quant à elles estimées par interpolation ou extrapolation. Pour la commune, le premier recensement exhaustif entrant dans le cadre du nouveau dispositif a été réalisé en 2005.

En 2022, la commune comptait 186 habitants, en évolution de −14,29 % par rapport à 2016 (Moselle : +0,52 %, France hors Mayotte : +2,11 %).
| 1793 | 1800 | 1806 | 1821 | 1831 | 1836 | 1841 | 1846 | 1851 |
| ---- | ---- | ---- | ---- | ---- | ---- | ---- | ---- | ---- |
| 253  | 272  | 341  | 319  | 334  | 338  | 355  | 332  | 341  |

| 1856 | 1861 | 1871 | 1875 | 1880 | 1885 | 1890 | 1895 | 1900 |
| ---- | ---- | ---- | ---- | ---- | ---- | ---- | ---- | ---- |
| 337  | 295  | 272  | 264  | 259  | 251  | 232  | 223  | 204  |

| 1905 | 1910 | 1921 | 1926 | 1931 | 1936 | 1946 | 1954 | 1962 |
| ---- | ---- | ---- | ---- | ---- | ---- | ---- | ---- | ---- |
| 198  | 196  | 114  | 157  | 147  | 144  | 121  | 124  | 121  |

| 1968 | 1975 | 1982 | 1990 | 1999 | 2005 | 2006 | 2010 | 2015 |
| ---- | ---- | ---- | ---- | ---- | ---- | ---- | ---- | ---- |
| 118  | 118  | 113  | 141  | 149  | 159  | 163  | 160  | 213  |

| 2020 | 2022 | - | - | - | - | - | - | - |
| ---- | ---- | - | - | - | - | - | - | - |
| 191  | 186  | - | - | - | - | - | - | - |

## Culture locale et patrimoine

### Lieux et monuments
- Traces du château du XIIIe siècle détruit au début de la guerre de 1914 et rasés après 1920. Ancienne chapelle des Templiers, aujourd'hui église paroissiale.
- Ruines de l'ancien village de Doncourt, détruit par les Suédois durant la guerre de Trente Ans[19].

#### Édifice religieux
- Église Sainte-Marguerite gothique XIIIe siècle : 3 nefs, chœur à terminaison polygonale 1276 et XVe siècle, classée au titre des monuments historiques par arrêté du 31 août 1920[20].

### Personnalités liées à la commune
- Lucien Genois, né le mardi 3 novembre 1880, à Fossieux. Agriculteur, député de la Moselle, conseiller général du canton de Château-Salins, maire de Hampont où il est décédé le vendredi 20 octobre 1939.

### Héraldique
| Blason de Fossieux | Blason  | D'argent à la fasce d'azur, accompagnée en chef de deux glands de gueules et en pointe d'un dragon du même. |
| Blason de Fossieux | Détails | Le statut officiel du blason reste à déterminer.                                                            |